# مارسل روزیه
مارسل روزیه (انگلیسی: Marcel Rozier؛ زادهٔ ۲۲ مارس ۱۹۳۶) سوارکار پرش اهل فرانسه است.